# Bobby Parker (Musiker)

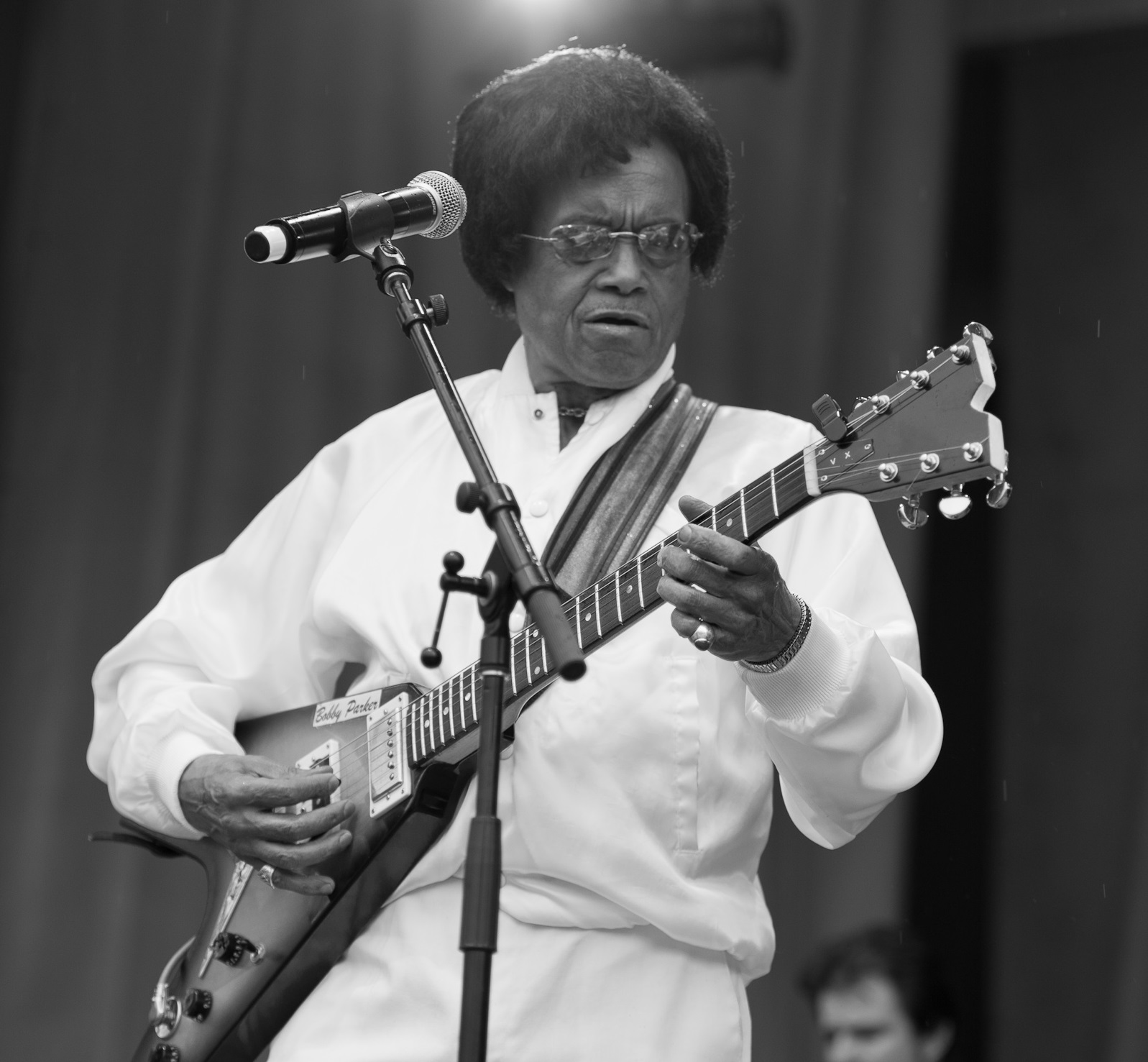
Bobby Parker (2010)

Bobby Parker (* 31. August 1937 in Lafayette, Louisiana; † 31. Oktober 2013 in Bowie, Maryland) war ein US-amerikanischer Blues-Gitarrist, Sänger und Songschreiber. Parker wurde von etlichen bekannten Musikern als Vorbild genannt, darunter Eric Clapton, Jimmy Page und vor allem Carlos Santana.
Parker, geboren in Louisiana, wuchs in Los Angeles auf. Er sah Auftritte von Jazz- und Bluesgrößen wie Count Basie, Duke Ellington, Lionel Hampton, T-Bone Walker, Lowell Fulson und Johnny Guitar Watson, und er entschied sich für eine Karriere als Bluesmusiker.
Bobby Parker spielte in den 1950ern als Gitarrist unter anderem bei Otis Williams and the Charms, Bo Diddley, Paul „Hucklebuck“ Williams, Sam Cooke und den Everly Brothers. 1961 zog er nach Washington, D.C., wo er eine Solokarriere begann.
Im gleichen Jahr hatte Parker mit Watch Your Step einen Hit, der später unter anderem von der Spencer Davis Group, Santana und Dr. Feelgood neu eingespielt wurde. Nach internationalen Erfolgen in den 1960ern wurde es in den 1970ern und 1980ern etwas ruhiger um Bobby Parker. Er trat hauptsächlich in der Gegend um Washington auf.
In den 1990ern nahm Parker seine ersten Alben auf, Bent Out of Shape (1993) und Shine Me Up (1995). Bei seinen Auftritten und Tourneen spielt er vor allem eigene Stücke.